# Cameroun anglophone
Le Cameroun anglophone est la partie du Cameroun où la langue anglaise est principalement parlée, soient deux régions du pays : le Nord-Ouest et le Sud-Ouest.